# Ubiquiti Networks
Ubiquiti Inc., es una tecnológica estadounidense proveedora de tecnología disruptiva para la creación de redes inalámbricas. Ubiquiti se dedica principalmente al diseño de hardware de redes inalámbricas, tanto para la comunicación a largas distancias, como para el despliegue de pequeñas redes Wi-Fi, priorizando la innovación y el alto rendimiento a bajo coste. Sus principales clientes son proveedores WISP y empresas dedicadas al despliegue de redes. La empresa se fundó en 2003, y entró formalmente en el mercado de la tecnología inalámbrica en junio de 2005.

## Historia
Ubiquiti Inc. entró en el mercado de la tecnología inalámbrica en junio de 2005, después de anunciar su Super Range, serie de la tarjeta de radio mini-PCI. Las tarjetas SR2 y SR5 fueron adoptadas por los fabricantes de equipos originales y proveedores de servicios de Internet inalámbricos. Sus clientes principales son WRAP, Soekris y MikroTik. Operando en las bandas de 2.4 y 5.8 GHz, los módulos del Super Range usan los circuitos integrados de Atheros.
En enero de 2006, Ubiquiti Networks anunció la Libertad de frecuencia, que utiliza frecuencias de hasta 60 GHz en sus módulos de radio. Esto alentó a la liberación de la SR9, una tarjeta separada que funciona a 900 MHz en la banda no estándar IEEE 802.11.
Después de la ampliación de las frecuencias que son compatibles con la banda de 4.9 GHz con la tarjeta SR4, Ubiquiti anuncia la serie Rango Xtreme, con dos más tarjetas mini-PCI, el XR2 y XR5. Robert J. Pera, CEO de Ubiquiti, atribuyó la mejora de la sensibilidad, la clasificación de temperatura y la inmunidad al ruido de las interacciones con los clientes y las experiencias de pruebas de campo compartidos, así como "los escenarios del mundo real usando el Núcleo Linux junto a un controlador MadWifi."
Ubiquiti Networks presentó el PowerStation en mayo de 2007, su primer producto para ofrecer un diseño de radio/antena integrado. En el mismo año, Ubiquiti lanzó más placas XR para las bandas con licencia para hacer frente a la congestión que se ve en las bandas de 2,4 GHz y 5,8 GHz. La compañía recibió atención en agosto de 2007 cuando un grupo de radio aficionados italianos estableció un récord mundial de distancia en enlaces punto a punto en el espectro de 5,8 GHz. El uso de dos tarjetas XR5 y un par de antenas parabólicas ("platos") de 35 dBi, el equipo italiano fue capaz de establecer un vínculo de 304 kilómetros (aproximadamente 188 millas) a velocidades de datos entre 4-5 Mbit/s.
En 2008, Ubiquiti anuncia incorporaciones de las bandas 802.11 b/g a sus productos, incluyendo el Bullet, NanoStation, NanoStation Loco, PicoStation y RouterStation. Al año siguiente dio lugar a AirMax, la tecnología de votación MIMO TDMA propietaria de Ubiquiti. El nuevo protocolo presenta toda una gama de sistemas de radio / antena, basándose en la serie de 802.11 b/g, incluido el Rocket M. Poco antes del final de 2009, Ubiquiti anuncia el NanoBridge M y AirGrid M.
A lo largo de 2010 se celebraron las Conferencias Mundiales de AirMax en Europa, Asia, y América del Norte y del Sur, incluyendo San José, donde se encuentra la sede de Ubiquiti. Más productos, incluyendo AirWire, WifiStation y Power AP N, fueron puestos a la venta. Ubiquiti también comenzó a proveer productos AirMax para las bandas de 900 MHz y 3 GHz. En el cuarto trimestre, Ubiquiti anunció su TOUGHCable, con tecnología AirSync y un sistema inalámbrico UniFi interior. Usando tecnología GPS, AirSync elimina efectivamente la interferencia experimentada por los APs ubicados en el mismo sitio. Nominado por compañías inalámbricas compañeros en WISPAPALOOZA 2010, Ubiquiti ganó premios al mejor fabricante, así como producto del año. En 2010 y 2011, Ubiquiti Networks fue elegida como el Fabricante del Año WISPA. así también por el producto del año.
En 2011, Ubiquiti lanzó nuevas antenas para sus dispositivos de la serie M, así como nuevos modelos de la serie NanoBridge. En agosto, anunció nuevos productos para uso exterior y mini-puntos de acceso UniFi, así como AirCam y AirVision, una cámara IP con software NVR. Por segundo año consecutivo, Ubiquiti recibió el premio WISPA como fabricante del año. Durante octubre, Ubiquiti anuncia: Titanium Rocket y Bullet, un Rocket M5 con puertos Gigabit Ethernet, ToughSwitch, un switch PoE, EdgeMAX administrados por EdgeOS, una plataforma de enrutamiento basado en Vyatta, UniFi y AirCam Pro series, así como AirControl, Management- software para equipos Ubiquiti.
En Chicago AWC el año 2012, Pera dio a conocer una nueva plataforma de radio de 24 GHz llamada AirFiber. AirFiber es capaz de alcanzar velocidades de hasta 1,4 Gbit/s.
En 2015, Ubiquiti reveló una pérdida de $46.7 millones de dólares por estafa.

## Telefonía IP
En julio de 2014 Ubiquiti anunció su entrada en el negocio de voz sobre IP con la presentación de nuevos sistemas de UniFi. Esta nueva línea de móviles vendrá en tres variedades: un modelo básico a partir de US$149 programado para finales de 2014, un modelo Pro y uno Ejecutivo que saldrían a la venta poco después. Los sistemas se ejecutarán en una versión de Android. Todos los teléfonos incluyen una pantalla táctil de 5 pulgadas que permite videochatting y el acceso a la Google Play Store. Los modelos Ejecutivo y Pro están equipados con Wi-Fi, lo que les permite operar sin tener que utilizar cables Ethernet para todos los teléfonos, pero no son inalámbricos, porque aún se necesitan cables de alimentación. Todos son alimentados a través de Ethernet (PoE). Todos los teléfonos se pueden gestionar en el controlador Pea (gratuito para quien compre el teléfono) que ya gestiona la línea de puntos de acceso inalámbricos Uni-Fi .

## Líneas de productos

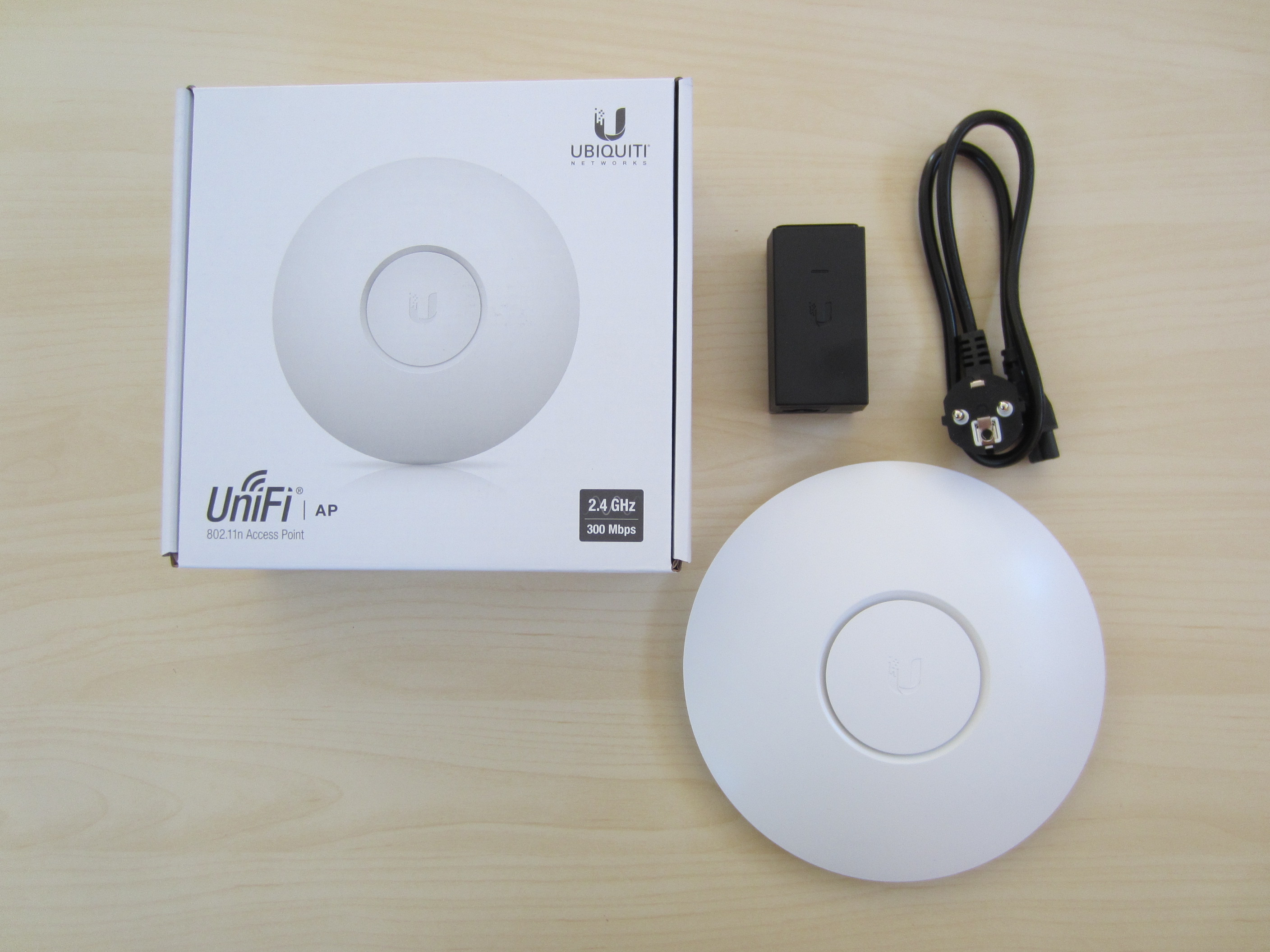
Ubiquiti, enrutadores Wi-Fi y puntos de acceso

### EdgeMAX
Serie de enrutadores, de altas prestaciones.

### airMAX
Serie de productos wifi de exterior, que implementan las tecnologías AirMAX, AirSync

### airFiber
Serie de productos inalámbricos, destinados a conexiones troncales o Backbone, con tecnologías propietarias, que permiten la realización de conexiones de hasta 20 km, con velocidades de hasta 1,4Gb/s

### UniFi
Serie de productos Wi-Fi de interior y exterior para edificios o pequeños espacios abiertos.

### UniFi Video
Serie de cámaras de vídeo vigilancia vía IP.

### UniFi VoIP
Línea de teléfonos con comunicación por vía IP.

### mFi
Serie de productos, compuestos por sensores y actuadores físicos, con comunicación IP.